# Paul Mazursky
Paul Mazursky, cuyo nombre real era Irvin Mazursky (Brooklyn, Nueva York, 25 de abril de 1930-Los Ángeles, California; 30 de junio de 2014) fue un director de cine, guionista, productor cinematográfico y actor estadounidense. Fue nominado a cuatro Premios Oscar por sus guiones en los filmes Bob, Carol, Ted y Alice  (1969), Harry and Tonto (1974), An Unmarried Woman (1978) y Enemies, a Love Story (1989) y una nominación como productor de An Unmarried Woman.

## Biografía y carrera profesional
Sus padres fueron David, un trabajador de la WPA, y Jean Mazursky, una intérprete de piano en escuelas de baile. Sus abuelos, de religión judía, provenían de Ucrania. Realizó sus estudios en el Thomas Jefferson High School Brooklyn y el Brooklyn College, del cual se graduó en 1951.
Su debut cinematográfico fue como actor en el filme de Stanley Kubrick Fear and Desire (1953), donde cambió su nombre a Paul, apareciendo posteriormente en el rol de delincuente juvenil en el filme de Richard Brooks Semilla de maldad (1955).
Orientó su carrera a la escritura de guiones, consiguiendo un trabajo en el popular programa de TV The Danny Kaye Show en 1963.
Su debut como guionista de cine fue en el filme de Hy Averback I Love You, Alice B. Toklas (1968), con Peter Sellers. Al año siguiente dirigió su primera película Bob, Carol, Ted y Alice (1969), iniciando una carrera como director que se extendió a través de las décadas de 1970, 1980, 1990 y 2000. Sus películas son mayormente satíricas y tragicómicas.
Sin embargo, no abandonó su carrera como actor, apareciendo también en numerosas series de televisión y filmes (algunos dirigidos por él mismo).
En la década de 2000 participó en dos episodios de la serie Los Soprano, en el rol de Sunshine.
Estaba casado con la actriz Betsy Mazursky con quien tuvo dos hijas: Jill y Meg.

## Homenajes y reconocimientos
La película estadounidense La última carcajada, del 2019, dirigida por Greg Pritikin, está dedicada a Paul Mazursky.[cita requerida]

## Filmografía
Como director:
- Bob, Carol, Ted y Alice (1969) Bob & Carol & Ted & Alice.
- El fabuloso mundo de Alex (1970) Alex in Wonderland.
- Blume in Love (1973).
- Harry y Tonto (1974) Harry and Tonto.
- Próxima parada, Greenwich Village (1976) Next Stop, Greenwich Village.
- Una mujer descasada (1978) An Unmarried Woman.
- La tempestad (1982) Tempest.
- Un ruso en Nueva York (1984) Moscow on the Hudson.
- Un loco suelto en Hollywood (1987) Down and Out in Beverly Hills.
- Presidente por accidente (1988) Moon Over Parador.
- Enemigos, a love story (1989) Enemies: A Love Story.
- Escenas en una galería (1990) Scenes From a Mall.
- El pepinillo (1993) The Pickle.
- Fielmente tuya (1995) Faithful.
- Winchell (1998).

Como actor:
- Fear and Desire  (1953)
- Semilla de maldad (1955) Blackboard Jungle. De Richard Brooks
- El fabuloso mundo de Alex (1970) Alex in Wonderland. De Paul Mazursky
- Blume in Love (1973) Blume in Love. De Paul Mazursky
- Ha nacido una estrella (1976) A Star Is Born. De Frank Pierson
- A Man, a Woman and a Bank (1979). De Noel Black
- Cuando llega la noche (1985) Into the night.
- Un loco suelto en Hollywood (1987) Down and Out in Beverly Hills. De Paul Mazursky
- Lo que cuenta es el final (1988) Punchline. De David Seltzer
- Enemigos, a love story (1989) Enemies: A Love Story. De Paul Mazursky
- Escenas de lucha de sexos en Beverly Hills (1989) Scenes from the Class Struggle in Beverly Hills. De Paul Bartel
- Escenas en una galería (1990) Scenes From a Mall. De Paul Mazursky
- Ella nunca se niega (1992) Man Trouble. De Bob Rafelson
- Miami Rhapsody (1994). De David Frankel
- Un asunto de amor (1994) Love Affair. De Glenn Gordon Caron
- Fielmente tuya (1995) Faithful. De Paul Mazursky
- Dos días en el valle (1996) 2 Days in the Valley. De John Herzfeld
- Armados de poder (1997) Weapons of Mass Distraction. De Stephen Surjik
- Antz (1998). De Eric Darnell y Tim Johnson
- A tres bandas (1998) Why Do Fools Fall In Love. De Gregory Nava
- Un sutil caso de asesinato (1999) A Slight Case of Murder. De Steven Schachter
- Stanley Kubrick: Una vida en imágenes (2001) Stanley Kubrick: A Life in Pictures. De Jan Harlan
- El funeral del jefe (2002) Da wan. De Xiaogang Feng

## Premios y distinciones
Premios Óscar
| Año  | Categoría                        | Película                  | Resultado |
| ---- | -------------------------------- | ------------------------- | --------- |
| 1969 | Mejor argumento y guion original | Bob & Carol & Ted & Alice | Nominado  |
| 1975 | Mejor Guion Original             | Harry y Tonto             | Nominado  |
| 1979 | Mejor Película                   | Una mujer descasada       | Nominado  |
| 1979 | Mejor Guion Original             | Una mujer descasada       | Nominado  |
| 1990 | Mejor Guion Adaptado             | Enemigos, a love story    | Nominado  |